# Aleyroctonus pilatus
Aleyroctonus pilatus är en stekelart som beskrevs av Lubomir Masner och Lars Huggert 1989. Aleyroctonus pilatus ingår i släktet Aleyroctonus och familjen gallmyggesteklar. Inga underarter finns listade i Catalogue of Life.